# 더 모털 인스트루먼츠
더 모털 인스트루먼츠(영어: The Mortal Instruments)는 커샌드라 클레어의 6권으로 이루어진 소설 시리즈로, 섀도우 헌터스 세계관 중 하나이다. 2013년, 첫 권을 원작으로 한 영화 《섀도우 헌터스: 뼈의 도시》가 공개되었다.

## 등장인물
섀도우 헌터스의 등장인물 목록 참조

## 시리즈
1. 섀도우 헌터스 1: 뼈의 도시 (City of Bones, 2007년 3월 27일)
2. 섀도우 헌터스 2: 재의 도시 (City of Ashes, 2008년 3월 25일)
3. 섀도우 헌터스 3: 유리의 도시 (City of Glass, 2009년 3월 24일)
4. 섀도우 헌터스 4: 추락천사의 도시 (City of Fallen Angels, 2011년 4월 5일)
5. 섀도우 헌터스 5: 혼령들의 도시 (City of Lost Souls, 2012년 5월 8일)
6. 섀도우 헌터스 6: 천국불의 도시 (City of Heavenly Fire, 2014년 3월 27일)